# 大五家子镇
大五家子镇，是中华人民共和国辽宁省阜新市阜新蒙古族自治县下辖的一个乡镇级行政单位。

## 行政区划
大五家子镇下辖以下地区：
大五家子村、大加生村、皂力营子村、新邱村、古喇嘛营子村、高束台村、小五家子村、张吉营子村、哈尔套村和库里土村。